# Tumanowka (obwód omski)
Tumanowka (ros. Тумановка) – wieś (sieło) w Rosji, w obwodzie omskim, w rejonie moskaleńskim. W 2010 liczyła 731 mieszkańców.